# 대한민국 민법 제641조
대한민국 민법 제641조는 차임연체와 해지에 대한 민법조문이다.

## 조문
제641조(동전) 건물 기타 공작물의 소유 또는 식목, 채염, 목축을 목적으로 한 토지임대차의 경우에도 전조의 규정을 준용한다.

## 해설

### 전조의 의미
제640조(차임연체와 해지) 건물 기타 공작물의 임대차에는 임차인의 차임연체액이 2기의 차임액에 달하는 때에는 임대인은 계약을 해지할 수 있다.